# Silent Running
Silent Running er melankolsk amerikansk science fiction-film fra 1972 instrueret af Douglas Trumbull.
Filmen har fokus på økologisk overlevelse af dyr og skove. I filmen er rumfart og droider vigtige elementer.

## Eksterne Henvisninger
- Silent Running på Internet Movie Database (engelsk)
- Silent Running på Scope
- Silent Running i Svensk Filmdatabas (svensk)
- Silent Running på AlloCiné (fransk)
- Silent Running på MovieMeter (nederlandsk)
- Silent Running på AllMovie (engelsk)
- Silent Running hos American Film Institute (engelsk)
- Silent Running på Turner Classic Movies (engelsk)
- Silent Running på The Movie Database (engelsk)
- Silent Running på Rotten Tomatoes (engelsk)

- Wikimedia Commons har flere filer relateret til Silent Running